# سردنی انزیر
سردنی انزیر (به لاتین: Sredniy Anzyr) یک منطقهٔ مسکونی پیشین در جمهوری آذربایجان است که در جمهوری خودمختار نخجوان واقع شده‌است.